# Моніка Васілян
Моніка Васілян (8 жовтня 1995) — вірменська плавчиня.
Учасниця Олімпійських Ігор 2016 року.